# 双学位
雙学位（英語：double degree）又作联合学位（Joint degree），是通过整合课程授予的学术资质证明，通常由多所高等教育机构（有时跨越不同国家）协调和授课。毕业生可以获得由多个国家体系认可的单一资格、独立资格或单一联合学位证书。这些学位与标准的国家资格不同，它们要么是跨体系的，要么独立于任何单一的国家教育体系。

## 簡介
由來已久，由在校生書面申請，並由教務人員審核通過即可修習。通常會使畢業年份延長，造成延畢的現象。但若主修專業已修滿學分，即可領取其專業學位。

## 特色
在大學，四年通常只能拿取一個學士，若是能力可以，則也有四年就念完雙學士的案例。當然兩個專業學士學位不僅在找工作方面佔優勢，有時也被視為高學歷之象徵。與輔系的不同是，不需額外花費學分費用，相對的輔系是沒有學位證書的。以中華民國（臺灣）為例，學士需128學分，而輔系則達20學分即可，並加註學士證書上。

## 條件
在學期分數，班級排名等都有限制。未達者不得申請。